# Uttarpara Kotrung
Uttarpara Kotrung è una suddivisione dell'India, classificata come municipality, di 150.204 abitanti, situata nel distretto di Hooghly, nello stato federato del Bengala Occidentale. In base al numero di abitanti la città rientra nella classe I (da 100.000 persone in su).

## Geografia fisica
La città è situata a 22° 40' 39 N e 88° 20' 60 E.

## Società

### Evoluzione demografica
Al censimento del 2001 la popolazione di Uttarpara Kotrung assommava a 150.204 persone, delle quali 78.661 maschi e 71.543 femmine. I bambini di età inferiore o uguale ai sei anni assommavano a 12.292, dei quali 6.356 maschi e 5.936 femmine. Infine, coloro che erano in grado di saper almeno leggere e scrivere erano 119.271, dei quali 64.880 maschi e 54.391 femmine.